# Adenet le Roi
Adenet le Roi (Brabante c. 1240 – c. 1300), também chamado de Adenez, Adans Le Roi, Roi Adam, Li Rois Adenes, Adan le Menestrel ou Adam Rex Menestrallus, foi um trovador francês. Ele deveu a sua educação à bondade de Henrique III de Brabante, e permaneceu na corte por algum tempo após a morte de seu patrono, em 1261.
Em 1269, ele entrou para o serviço de Guy de Dampierre, depois nomeado Conde de Flandres, provavelmente como roi des menestrels, e o acompanhou no ano seguinte na Cruzada em Túnis, em que Luís IX perdeu a vida. A expedição retornou por meio da Sicília e da Itália, e Adenet deixou em seus poemas algumas descrições muito exatas dos lugares por onde passou. A pureza do seu francês e a ausência de provincianismos apontam a uma longa permanência na França, e tem sido sugerido que Adenet pode ter acompanhado Maria de Brabante no seu casamento com Filipe III da França. Parece, no entanto, que manteve-se no serviço do conde Guy, embora ele tenha feito visitas frequentes a Paris para consultar os anais preservados na Abadia de Saint-Denis, atual Basílica de Saint-Denis.
Há quatro poemas escritos por Adenet: Enfances Ogier, uma versão debilitada do Ogier Chevalerie de Danemarche (Ogier, o Dinamarquês), escrito por Raimbert de Paris no início do século; Berte aus Granspies, a história da mãe de Carlos Magno, fundamentada em tradições bem conhecidas que também são preservados no anônimo Chronique de France e no Chronique rimee de Philippe Mousket; Bueves de Comarchis, pertencente ao ciclo de romances reunidos em torno da história de Aimeri de Narbonne; e o longo romance de aventuras Cleomadés, emprestadas das tradições espanholas e árabes trazidas para a França por Blanche, filha de Luís IX, que, após a morte de seu marido espanhol voltou para a corte francesa. Adenet provavelmente morreu antes do final do século XIII.
Os romances de Adenet foram editados pela Academie Imperiale et Royale de Bruxelas por A. Van Scheler e A. Hasseh em 1874; Berte foi traduzido em francês moderno por Hecq G. (1897) e R. Perie (1900); Cleomades, por Le Chevalier de Chatelain (1859). Veja também a edição de Berte por Paulin Paris (1832), um artigo do mesmo autor na Hist. litt. de la France, vol. xx, pp. 679–718; Leon Gautier, Les epopees francaises, vol. iii, & c.

## Obras
- Berte aus grans piés (1270)
- Beuvon de Commarchis
- Les Enfances Ogier (1270)[1]
- Cleomadés